# Homo japeticus
Espèce
Homo japeticus (littéralement « homme japétique ») est un taxon obsolète inventé en 1825 par Jean-Baptiste Bory de Saint-Vincent,,, naturaliste français qui a contribué à la constitution du racisme scientifique au XIXe siècle,. Il est censé désigner une espèce du genre Homo. Il est inventé en 1825 par le naturaliste français Jean-Baptiste Bory de Saint-Vincent. Il est également appelé espèce japétique.
Ce taxon n'est plus utilisé aujourd'hui en anthropologie. Le consensus scientifique actuel rejette en tout état de cause l’existence d'arguments biologiques qui pourraient légitimer une classification scientifique interne à l'espèce humaine selon des critères morphologiques ou culturels,,.

## Description
Cette espèce comprend les Européens mais aussi les habitants d'Asie Mineure et du Nord de la Perse. Les Turcs n'en font cependant pas partie, étant inclut dans Homo scythicus.
Le nom Homo japeticus renvoie à l’« audax Japeti genus » mentionné par le poète latin Horace (Odes, I, III, 27). Cette expression signifie « les enfants audacieux de Japet » désignant les Titans Atlas, Prométhée, etc. Ce nom veut montrer que les Européens disputent aux dieux leur puissance.
Cette espèce est composée de deux groupes, chacun divisée en plusieurs races :
- Gens togata : les « races où de tout temps on porta des vêtements larges ; où les mœurs ont généralement subordonné les femmes aux hommes jusqu’à les rendre esclaves ; où la tête devient, par l’effet de l’âge, le plus souvent chauve par le front ». On y trouve :
  - la race caucasique (ou orientale) : les hommes des monts du Caucase : notamment, les Géorgiens et les Circassiens ;
  - la race pélage (ou méridionale) : les hommes des rivages européens de la Méditerranée comme les Grecs anciens, les Romains, les Thraces de l’Antiquité, les Grecs et les Italiens modernes.
- Gens bracata : les « races dont certains vêtements étroits sont aujourd’hui adoptés par toutes les variétés ; où les mœurs ont subordonné souvent jusqu’à la faiblesse les hommes aux femmes, où la tête devient avec l’âge plus communément chauve par le vertex ». On y trouve :
  - la race celtique (ou occidentale) : parmi eux les anciens Gaulois, les Français, les Gallois, les Basques ;
  - la race germanique (ou boréale) : race composée de deux variétés, la variété teutone (les Allemands, les Anglais, les Scandinaves, etc.) et la variété sclavone (les Slaves [Polonais, Russes, Tchèques, etc.] et les Hongrois). Les Cosaques sont des hybrides de Japétiques sclavons et Scythiques[10].

Homo japeticus est l'espèce européenne, civilisée et impérialiste qui a la mainmise sur le monde d'après Bory de Saint-Vincent.